# IC 1215
IC 1215 је спирална галаксија у сазвјежђу Змај која се налази на листи објеката дубоког неба у Индекс каталогу.
Деклинација објекта је + 68° 23' 50" а ректасцензија 16h 15m 35,0s. Привидна величина (магнитуда) објекта IC 1215 износи 13,2 а фотографска магнитуда 14,1. IC 1215 је још познат и под ознакама UGC 10315, MCG 11-20-9A, CGCG 338-49, IRAS 16155+6831, CGCG 320-17, KAZ 65, PGC 57638.